# Mätäsjärvi
Mätäsjärvi är en sjö i Kiruna kommun i Lappland och ingår i Kalixälvens huvudavrinningsområde. Sjön har en area på 0,0452 kvadratkilometer och ligger 321,1 meter över havet. Mätäsjärvi ligger i Torne och Kalix älvsystem Natura 2000-område.

## Delavrinningsområde
Mätäsjärvi ingår i det delavrinningsområde (750414-176171) som SMHI kallar för Mynnar i Merasjoki. Medelhöjden är 328 meter över havet och ytan är 2,76 kvadratkilometer. Det finns inga avrinningsområden uppströms utan avrinningsområdet är högsta punkten. Vattendraget som avvattnar avrinningsområdet har biflödesordning 4, vilket innebär att vattnet flödar genom totalt 4 vattendrag innan det når havet efter 263 kilometer. Avrinningsområdet består mestadels av skog (64 procent) och sankmarker (25 procent). Avrinningsområdet har 0,15 kvadratkilometer vattenytor vilket ger det en sjöprocent på 5,3 procent.